# Nitheroy, Revista Brasiliense

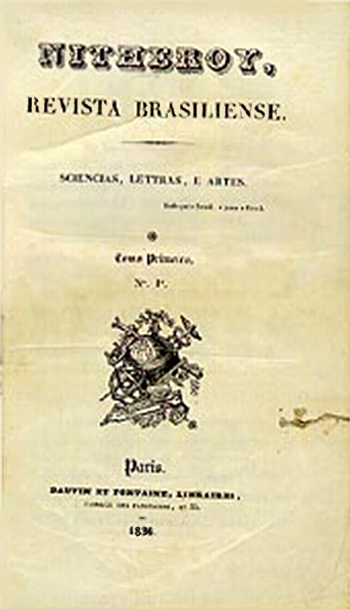
Frontispício do primeiro número da revista

Nitheroy, revista brasiliense foi uma revista publicada em Paris no ano de 1836 por jovens estudantes brasileiros. Tinha, por objetivo, a divulgação de cultura no Brasil. É considerada uma precursora do romantismo no país.

## Histórico
Durante o período regencial (1831-1840), o Brasil assistiu ao crescimento de publicações periódicas. Devido à circunstância histórica de consolidação das instituições, da política e do próprio território nacional após a independência do Brasil (1822), essas publicações se voltavam essencialmente para o debate político. Nesse contexto, a revista Niterói foi exceção por dedicar-se às "ciências, letras e artes" do país emancipado há pouco mais de uma década.
Tinha, por redatores, Domingos José Gonçalves de Magalhães, Manuel de Araújo Porto-Alegre e Francisco de Sales Torres Homem, que, mais tarde, se tornariam nobres e atores culturais de relevo no Segundo Reinado (1840-1889).

## Edições
A revista teve apenas duas edições. No primeiro exemplar, trazia artigos que tratavam de temas os mais diversos, desde cometas até a economia escravocrata; nele, Gonçalves de Magalhães publicou um "Ensaio sobre a história da literatura no Brasil", onde o autor defende a ideia, que viria a ser explorada mais tarde, de que os escritores brasileiros guardavam um "instinto oculto", que os fazia diferentes dos autores de outras nações, a despeito da influência cultural da metrópole e de outros centros europeus.
Sua tiragem era reduzida e a pretensão de sua publicação mensal foi frustrada pela demissão de Gonçalves de Magalhães do cargo que ocupava na legação brasileira em França, por divergências com o chefe, Luís Moutinho - o que o forçou a voltar para o Brasil.